# Бейхан-султан (дочь Селима I)
Бейха́н-султа́н (тур. Beyhan Sultan; 1497(?) — до 1559) — дочь османского султана Селима I Явуза от его первой жены Айше Хафсы-султан.

## Первое замужество
Она была выдана замуж за Ферхата-пашу, который впоследствии стал третьим визирем Османской империи во времена Пири-паши. «Дикость была частью его натуры», писал о нём Лэмб. Но нет сведений о том, чтобы это проявлялось в семье. Во всяком случае, Бейхан-султан отстаивала и защищала его, когда он был впервые наказан Сулейманом, задействовав влияние на Сулеймана их матери, и она не смогла простить брату казнь мужа. Бейхан-султан разорвала отношения с братом-султаном. Встретив его у матери она осмелилась сказать: «Надеюсь, скоро я снова буду носить траур, уже по  моему брату». 

После казни Ферхата-паши осенью 1525 года Бейхан сначала отказалась от повторного брака и уехала из Стамбула в добровольную ссылку.

## Второе замужество
Тем не менее, есть сведения о её втором браке с Мехмедом-пашой, от которого она родила дочь Исмихан Ханым-султан (была жива на момент смерти Бейхан-султан). Точные даты свадьбы и рождения дочери неизвестны, однако считается, что это произошло после 1524 года.

## Смерть
Бейхан Султан умерла до 1559 года в своём дворце.

## Киновоплощения
- В турецком сериале «Великолепный век» роль Бейхан Султан исполнила актриса Пынар Чаглар Генчтюрк.